# برت بسکین
برت بسکین (انگلیسی: Burt Baskin؛ ‏ ۱۷ دسامبر ۱۹۱۳ – ۲۴ دسامبر ۱۹۶۷) کارآفرین و سرمایه‌گذار اهل ایالات متحده آمریکا بود. وی به همراه ایرو رابینز در سال ۱۹۴۵ در شهر گلندیل (کالیفرنیا) شرکت زنجیره‌ای بسکین-رابینز را پایه‌گذاری کردند.